# Krendowskia
Krendowskia är ett släkte av kvalster. Krendowskia ingår i familjen Krendowskiidae.
Kladogram enligt Catalogue of Life:
| Krendowskia | \| \| Krendowskia convexa \| \| \| \| \| \| Krendowskia similis \| \| \| \| |
|             | \| \| Krendowskia convexa \| \| \| \| \| \| Krendowskia similis \| \| \| \| |
|             | Geayia                                                                      |
|             |                                                                             |
|             | Krendowskia convexa                                                         |
|             |                                                                             |
|             | Krendowskia similis                                                         |
|             |                                                                             |

|  | Krendowskia convexa |
|  |                     |
|  | Krendowskia similis |
|  |                     |